# خبرة غنام
خبرة غنام أو خبراء غنام هي خَبْرة في جنوب ناحية النخيب بقضاء الرطبة بمحافظة الأنبار بالبادية العراقية غرب العراق.،